# خورخه تیلیر
خورخه اوکتاویو تیلیر ساندووال (اسپانیایی: Jorge Octavio Teillier Sandoval‎؛ ۲۴ ژوئن ۱۹۳۵ – ۲۲ آوریل ۱۹۹۶) شاعر اهل شیلی بود. او در شهر لائوتارو به دنیا آمد و در سن ۶۰ سالگی در وینیا دل مار درگذشت. او بنیانگذار و بیانگر شعر لارا یا لارس (Poesía lárica) بود که سبکی مبتنی بر اخلاقیات و زیبایی‌شناسی است. این سبک در درک و آفرینش شعر با بازگشت به گذشته تشریح می‌شود، بهشتی گم‌گشته که همه مناسبات در آن با مدرنیته حاکم بر عصر حاضر در تضاد است.
او از دوازده سالگی شروع به نوشتن کرد و بعدها تحت تأثیر شاعران نوگرای هیسپانیک آمریکا همچون ویسنته اوییدوبرو و شاعران جهان‌شمول از جمله راینر ماریا ریلکه (شاعر آلمانی زبان قرن بیستم)، فرانسوا ویون (شاعر فرانسوی قرن پانزدهم) و خورخه مانریکه (شاعر اسپانیایی قرن پانزدهم) قرار گرفت. او به آثار شاعرانی همچون گئورگ تراکل و فریدریش هولدرلین نیز علاقه‌مند بود.